# 前橋圖南
前橋圖南（Tonan Maebashi）是一支日本足球會，為於群馬縣前橋市，現時於關東足球聯賽作賽。球會的目標是升班至日足聯，他們曾經成為百年計劃加盟球會，並取得日職聯的職業資格，但之後宣布退出。2014年在關東聯賽排名由前季的第3跌至第7。